# Шамс ад-Дін Мухаммад аль-Киримі
Шамс ад-Дін Мухамма́д аль-Киримі́ (близько 1320, Дамаск — 1387, Єрусалим) — середньовічний ісламський вчений кримського походження.

## Життєпис
Народився близько 1320 в сім'ї суфія, вихідця з Криму, Ахмада Абу ль-'Аббаса аль-Киримі (після 1260—1331), що близько 1296 оселився в Дамаску.
Освіту здобув у Дамаску й певний час був військовим суддею в Єгипті.
Останні роки життя провів у Єрусалимі, де мав свою обитель з мечеттю (відому й нині як масджід аль-Киримі в однойменному кварталі старого міста). Згадується в джерелах у зв'язку з чудесами (карамат аль-аулийа') єрусалимських суфіїв і як надзвичайно відданий молільник.

## Роботи
З творів Шамс ад-Діну збереглося кілька суфійських поетичних рядків.

## Учні
- Ібн Арслян ар-Рамаллі (1371—1440), шафіїтський учений і хадісознавець.